# 석션

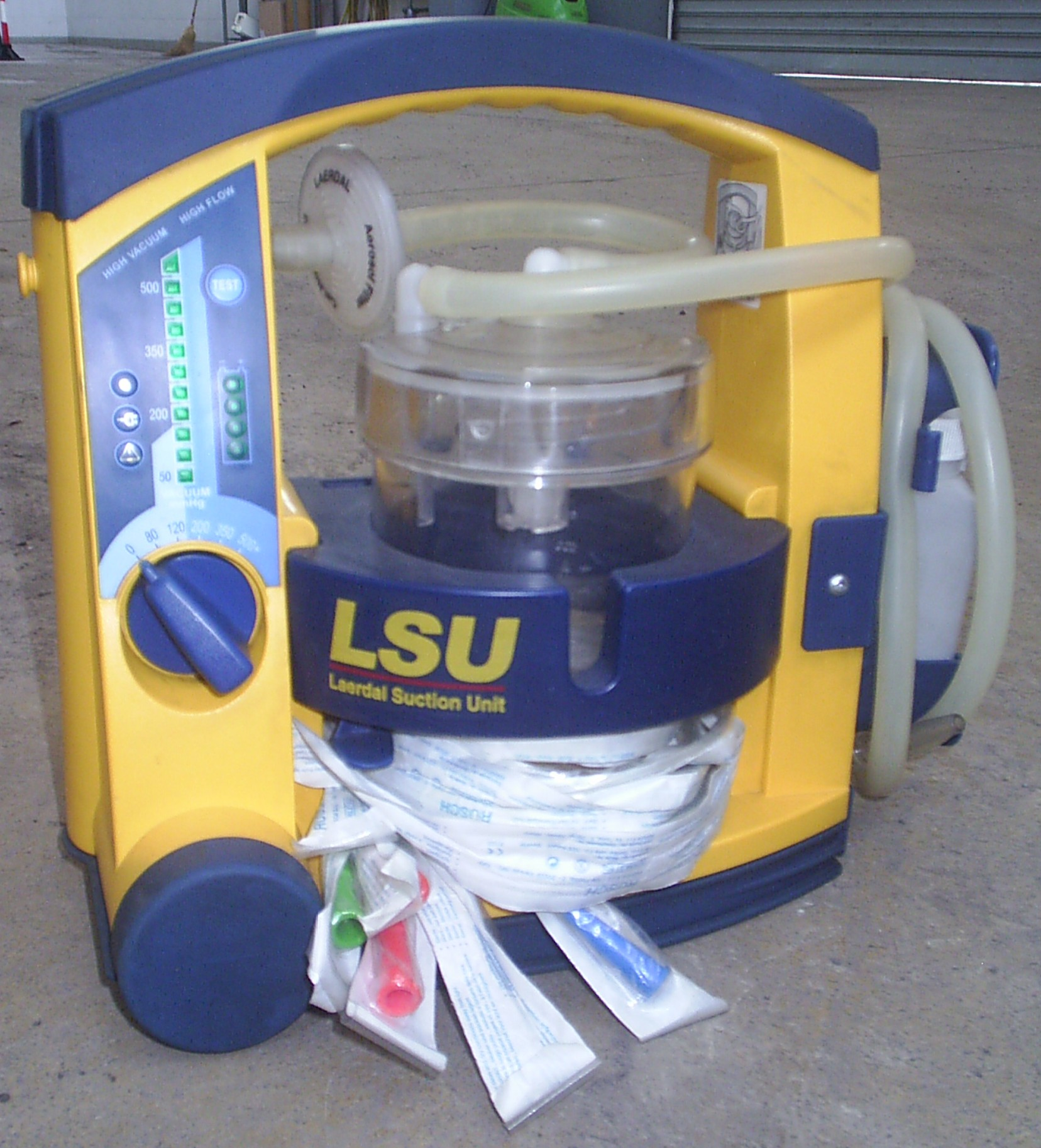
구급차에 비치된 석션

석션(의학: Suction)은 병원에서 수술 등의 행위를 할 때 사용되는 가래나 혈액 등을 흡입해주는 기계이다. 석션은 환자가 호흡할 수 있도록 피, 타액, 구토, 기타 분비물을 청소하기 위해 사용할 수 있다. 석션은 허파 감염병을 유발할 수 있는 사레를 예방할 수 있다. 폐위생학에서 석션은 호흡을 용이하게 만들고 유기생물의 성장을 예방할 목적으로 기도로부터 유액을 제거하기 위해 사용된다.